# Le Démon de midi (film, 1958)
Le Démon de midi (This Happy Feeling) est un film américain réalisé par Blake Edwards, sorti en 1958.

## Fiche technique
- Titre : Le Démon de midi
- Titre original : This Happy Feeling
- Réalisation : Blake Edwards
- Scénario : Blake Edwards, d'après la pièce de F. Hugh Herbert
- Chef opérateur : Arthur E. Arling
- Musique : Frank Skinner
- Montage : Milton Carruth
- Direction artistique : Alexander Golitzen, Richard H. Riedel
- Décors : Russell A. Gausman, Julia Heron
- Costumes : Bill Thomas (robes)
- Production : Ross Hunter pour Universal Pictures
- Durée : 92 minutes
- Genre : Comédie romantique
- Dates de sortie :
  - États-Unis : 18 juin 1958
  - France : 12 septembre 1958

## Distribution
- Debbie Reynolds : Janet Blake
- Curd Jürgens : Preston Mitchell
- John Saxon : Bill Tremaine
- Alexis Smith : Nita Hollaway
- Mary Astor : Mrs Tremaine
- Estelle Winwood : Mrs Early
- Troy Donahue : Tony Manza
- Hayden Rorke : Mr Booth
- Gloria Holden : Mrs Dover
- Alex Gerry : Mr Dover
- Joe Flynn : Docteur McCafferty